# Saint-Germain-près-Herment
Saint-Germain-près-Herment är en kommun i departementet Puy-de-Dôme i regionen Auvergne-Rhône-Alpes i centrala Frankrike. Kommunen ligger i kantonen Herment som tillhör arrondissementet Clermont-Ferrand. År 2022 hade Saint-Germain-près-Herment 62 invånare.

## Befolkningsutveckling
Antalet invånare i kommunen Saint-Germain-près-Herment
| Referens: INSEE |